# Colpodaspis pusilla
Colpodaspis pusilla is een slakkensoort uit de familie van de Diaphanidae. De wetenschappelijke naam van de soort werd in 1870 voor het eerst geldig gepubliceerd door M. Sars.

## Beschrijving
Colpodaspis pusilla is een kleine zeeslak met een binnenschaal. De schaal wordt bedekt door de mantel en er zijn twee prominente hoofdtentakels zichtbaar. De tentakels, staart en mantel zijn gekleurd met poederachtig wit pigment.